# Piper semitarium
Piper semitarium är en pepparväxtart som beskrevs av Trel. & Yunck.. Piper semitarium ingår i släktet Piper och familjen pepparväxter. Inga underarter finns listade i Catalogue of Life.